# Tour de Langkawi 2018
La 23e édition du Tour de Langkawi a eu lieu du 18 au 25 mars 2018. La course fait partie du calendrier UCI Asia Tour 2018 en catégorie 2.HC.

## Présentation

### Équipes
Classé en catégorie 2.HC de l'UCI Asia Tour, le Tour de Langkawi est par conséquent ouvert aux WorldTeams dans la limite de 65 % des équipes participantes, aux équipes continentales professionnelles, aux équipes continentales et aux équipes nationales.
Vingt-deux équipes participent à ce Tour de Langkawi - deux WorldTeams, six équipes continentales professionnelles, treize équipes continentales et une équipe nationale :
| WorldTeams (2)- Astana - Dimension Data Équipes continentales professionnelles (6)- Androni Giocattoli-Sidermec - Bardiani CSF - CCC Sprandi Polkowice - Manzana Postobón - Rally Cycling - Wilier Triestina-Selle Italia Équipes continentales (13)- 7 Eleven-Cliqq Roadbike Philippines - Bennelong-SwissWellness-Cervélo - Forca-Amskins Racing - Giant - Hengxiang Cycling Team - KFC Cycling Team - Kinan Cycling Team - KSPO-Bianchi Asia - Mitchelton-BikeExchange - Sapura - St George Continental Cycling Team - Terengganu Cycling Team - Thailand Continental Équipe nationale- Malaisie |
| |

## Étapes
| Étape     | Date    | Villes étapes                 | type              | Distance (km) | Vainqueur d'étape | Leader du classement général |
| --------- | ------- | ----------------------------- | ----------------- | ------------- | ----------------- | ---------------------------- |
| 1re étape | 18 mars | Kangar – Kulim                | étape de plaine   | 147,9         | Andrea Guardini   | Andrea Guardini              |
| 2e étape  | 19 mars | Gerik – Kota Bharu            | étape vallonnée   | 208,3         | Riccardo Minali   | Riccardo Minali              |
| 3e étape  | 20 mars | Kota Bharu – Kuala Terengganu | étape de plaine   | 166           | Adam de Vos       | Adam de Vos                  |
| 4e étape  | 21 mars | Dungun – Pekan                | étape de plaine   | 183,8         | Riccardo Minali   | Adam de Vos                  |
| 5e étape  | 22 mars | Bentong – Cameron Highlands   | étape de montagne | 169,4         | Artem Ovechkin    | Artem Ovechkin               |
| 6e étape  | 23 mars | Tapah – Tanjung Malim         | étape de plaine   | 108,5         | Luca Pacioni      | Artem Ovechkin               |
| 7e étape  | 24 mars | Nilai – Muar                  | étape de plaine   | 222,4         | Manuel Belletti   | Artem Ovechkin               |
| 8e étape  | 25 mars | Rembau – Kuala Lumpur         | étape vallonnée   | 141,1         | Andrea Guardini   | Artem Ovechkin               |

## Déroulement de la course

### 1reétape
| Classement | Classement       | Classement   | Classement                      | Classement        |
|            | Coureur          | Pays         | Équipe                          | Temps             |
| ---------- | ---------------- | ------------ | ------------------------------- | ----------------- |
| 1er        | Andrea Guardini  | Italie       | Bardiani CSF                    | en 3 h 29 min 4 s |
| 2e         | Seo Joon-yong    | Corée du Sud | KSPO-Bianchi Asia               | + 0 s             |
| 3e         | Mekseb Debesay   | Érythrée     | Dimension Data                  | + 0 s             |
| 4e         | Manuel Belletti  | Italie       | Androni Giocattoli-Sidermec     | + 0 s             |
| 5e         | Riccardo Minali  | Italie       | Astana                          | + 0 s             |
| 6e         | Luca Pacioni     | Italie       | Wilier Triestina-Selle Italia   | + 0 s             |
| 7e         | Kaden Groves     | Australie    | St George Continental           | + 0 s             |
| 8e         | Scott Sunderland | Australie    | Bennelong-SwissWellness-Cervélo | + 0 s             |
| 9e         | Alan Banaszek    | Pologne      | CCC Sprandi Polkowice           | + 0 s             |
| 10e        | Abdul Gani       | Indonésie    | KFC                             | + 0 s             |
| modifier   |                  |              |                                 |                   |

| \| Classement général \| Classement général \| Classement général \| Classement général \| Classement général \| \| Coureur \| Coureur \| Pays \| Équipe \| Temps \| \| ------------------ \| ----------------------- \| ------------------ \| --------------------------- \| ------------------ \| \| 1er \| Andrea Guardini \| Italie \| Bardiani CSF \| 3 h 28 min 52 s \| \| 2e \| Seo Joon-yong \| Corée du Sud \| KSPO-Bianchi Asia \| + 6 s \| \| 3e \| Bo Wang \| Chine \| Hengxiang Cycling Team \| + 6 s \| \| 4e \| Mekseb Debesay \| Érythrée \| Dimension Data \| + 8 s \| \| 5e \| Nik Mohd Azwan Zulkifle \| Malaisie \| Forca-Amskins Racing \| + 8 s \| \| 6e \| Sebastián Molano \| Colombie \| Manzana Postobón \| + 9 s \| \| 7e \| Muhammad Abdurrahman \| Indonésie \| KFC Cycling Team \| + 10 s \| \| 8e \| Dylan Page \| Suisse \| Team Sapura Cycling \| + 11 s \| \| 9e \| Manuel Belletti \| Italie \| Androni Giocattoli-Sidermec \| + 12 s \| \| 10e \| Riccardo Minali \| Italie \| Astana \| + 12 s \| |                         |              |                             |                 |
| |                         |              |                             |                 |
| Source : ProCyclingStats |                         |              |                             |                 |
| Classement général |                         |              |                             |                 |
| Coureur | Coureur                 | Pays         | Équipe                      | Temps           |
| 1er | Andrea Guardini         | Italie       | Bardiani CSF                | 3 h 28 min 52 s |
| 2e | Seo Joon-yong           | Corée du Sud | KSPO-Bianchi Asia           | + 6 s           |
| 3e | Bo Wang                 | Chine        | Hengxiang Cycling Team      | + 6 s           |
| 4e | Mekseb Debesay          | Érythrée     | Dimension Data              | + 8 s           |
| 5e | Nik Mohd Azwan Zulkifle | Malaisie     | Forca-Amskins Racing        | + 8 s           |
| 6e | Sebastián Molano        | Colombie     | Manzana Postobón            | + 9 s           |
| 7e | Muhammad Abdurrahman    | Indonésie    | KFC Cycling Team            | + 10 s          |
| 8e | Dylan Page              | Suisse       | Team Sapura Cycling         | + 11 s          |
| 9e | Manuel Belletti         | Italie       | Androni Giocattoli-Sidermec | + 12 s          |
| 10e | Riccardo Minali         | Italie       | Astana                      | + 12 s          |

### 2eétape
| Classement | Classement       | Classement   | Classement                    | Classement         |
|            | Coureur          | Pays         | Équipe                        | Temps              |
| ---------- | ---------------- | ------------ | ----------------------------- | ------------------ |
| 1er        | Riccardo Minali  | Italie       | Astana                        | en 5 h 18 min 20 s |
| 2e         | Matteo Malucelli | Italie       | Androni Giocattoli-Sidermec   | + 0 s              |
| 3e         | Paolo Simion     | Italie       | Bardiani CSF                  | + 0 s              |
| 4e         | Yevgeniy Gidich  | Kazakhstan   | Astana                        | + 0 s              |
| 5e         | Marko Kump       | Slovénie     | CCC Sprandi Polkowice         | + 0 s              |
| 6e         | Luca Pacioni     | Italie       | Wilier Triestina-Selle Italia | + 0 s              |
| 7e         | Kaden Groves     | Australie    | St George Continental         | + 0 s              |
| 8e         | Eric Young       | États-Unis   | Rally                         | + 0 s              |
| 9e         | Seo Joon-yong    | Corée du Sud | KSPO-Bianchi Asia             | + 0 s              |
| 10e        | Dylan Page       | Suisse       | Sapura                        | + 0 s              |
| modifier   |                  |              |                               |                    |

| \| Classement général \| Classement général \| Classement général \| Classement général \| Classement général \| \| Coureur \| Coureur \| Pays \| Équipe \| Temps \| \| ------------------ \| ----------------------- \| ------------------ \| ----------------------------------- \| ------------------ \| \| 1er \| Riccardo Minali \| Italie \| Astana \| 8 h 47 min 13 s \| \| 2e \| Seo Joon-yong \| Corée du Sud \| KSPO-Bianchi Asia \| + 5 s \| \| 3e \| Matteo Malucelli \| Italie \| Androni Giocattoli-Sidermec \| + 5 s \| \| 4e \| Mekseb Debesay \| Érythrée \| Dimension Data \| + 7 s \| \| 5e \| Paolo Simion \| Italie \| Bardiani CSF \| + 7 s \| \| 6e \| Yevgeniy Gidich \| Kazakhstan \| Astana \| + 7 s \| \| 7e \| Nik Mohd Azwan Zulkifle \| Malaisie \| Forca-Amskins Racing \| + 7 s \| \| 8e \| Marcelo Felipe \| Philippines \| 7 Eleven-Cliqq Roadbike Philippines \| + 8 s \| \| 9e \| Niu Yikui \| Chine \| Mitchelton-BikeExchange \| + 8 s \| \| 10e \| Sebastián Molano \| Colombie \| Manzana Postobón \| + 8 s \| |                         |              |                                     |                 |
| |                         |              |                                     |                 |
| Source : ProCyclingStats |                         |              |                                     |                 |
| Classement général |                         |              |                                     |                 |
| Coureur | Coureur                 | Pays         | Équipe                              | Temps           |
| 1er | Riccardo Minali         | Italie       | Astana                              | 8 h 47 min 13 s |
| 2e | Seo Joon-yong           | Corée du Sud | KSPO-Bianchi Asia                   | + 5 s           |
| 3e | Matteo Malucelli        | Italie       | Androni Giocattoli-Sidermec         | + 5 s           |
| 4e | Mekseb Debesay          | Érythrée     | Dimension Data                      | + 7 s           |
| 5e | Paolo Simion            | Italie       | Bardiani CSF                        | + 7 s           |
| 6e | Yevgeniy Gidich         | Kazakhstan   | Astana                              | + 7 s           |
| 7e | Nik Mohd Azwan Zulkifle | Malaisie     | Forca-Amskins Racing                | + 7 s           |
| 8e | Marcelo Felipe          | Philippines  | 7 Eleven-Cliqq Roadbike Philippines | + 8 s           |
| 9e | Niu Yikui               | Chine        | Mitchelton-BikeExchange             | + 8 s           |
| 10e | Sebastián Molano        | Colombie     | Manzana Postobón                    | + 8 s           |

### 3eétape
| \| Classement de l'étape \| Classement de l'étape \| Classement de l'étape \| Classement de l'étape \| Classement de l'étape \| \| Coureur \| Coureur \| Pays \| Équipe \| Temps \| \| --------------------- \| ----------------------- \| --------------------- \| ----------------------------- \| --------------------- \| \| 1er \| Adam de Vos \| Canada \| Rally Cycling \| 3 h 58 min 18 s \| \| 2e \| Kim Dae-yeon \| Corée du Sud \| KSPO-Bianchi Asia \| + 13 s \| \| 3e \| Nik Mohd Azwan Zulkifle \| Malaisie \| Forca-Amskins Racing \| + 13 s \| \| 4e \| Harry Sweeny \| Australie \| Mitchelton-BikeExchange \| + 13 s \| \| 5e \| Anuar Manam \| Malaisie \| Forca-Amskins Racing \| + 1 min 19 s \| \| 6e \| Eric Young \| États-Unis \| Rally Cycling \| + 1 min 19 s \| \| 7e \| Harrif Salleh \| Malaisie \| Terengganu Cycling Team \| + 1 min 19 s \| \| 8e \| Luca Pacioni \| Italie \| Wilier Triestina-Selle Italia \| + 1 min 19 s \| \| 9e \| Dylan Page \| Suisse \| Team Sapura Cycling \| + 1 min 19 s \| \| 10e \| Marko Kump \| Slovénie \| CCC Sprandi Polkowice \| + 1 min 19 s \| |                         |              |                               |                 |
| |                         |              |                               |                 |
| Source : ProCyclingStats |                         |              |                               |                 |
| Classement de l'étape |                         |              |                               |                 |
| Coureur | Coureur                 | Pays         | Équipe                        | Temps           |
| 1er | Adam de Vos             | Canada       | Rally Cycling                 | 3 h 58 min 18 s |
| 2e | Kim Dae-yeon            | Corée du Sud | KSPO-Bianchi Asia             | + 13 s          |
| 3e | Nik Mohd Azwan Zulkifle | Malaisie     | Forca-Amskins Racing          | + 13 s          |
| 4e | Harry Sweeny            | Australie    | Mitchelton-BikeExchange       | + 13 s          |
| 5e | Anuar Manam             | Malaisie     | Forca-Amskins Racing          | + 1 min 19 s    |
| 6e | Eric Young              | États-Unis   | Rally Cycling                 | + 1 min 19 s    |
| 7e | Harrif Salleh           | Malaisie     | Terengganu Cycling Team       | + 1 min 19 s    |
| 8e | Luca Pacioni            | Italie       | Wilier Triestina-Selle Italia | + 1 min 19 s    |
| 9e | Dylan Page              | Suisse       | Team Sapura Cycling           | + 1 min 19 s    |
| 10e | Marko Kump              | Slovénie     | CCC Sprandi Polkowice         | + 1 min 19 s    |

| \| Classement général \| Classement général \| Classement général \| Classement général \| Classement général \| \| Coureur \| Coureur \| Pays \| Équipe \| Temps \| \| ------------------ \| ----------------------- \| ------------------ \| --------------------------- \| ------------------ \| \| 1er \| Adam de Vos \| Canada \| Rally Cycling \| 12 h 45 min 31 s \| \| 2e \| Nik Mohd Azwan Zulkifle \| Malaisie \| Forca-Amskins Racing \| + 14 s \| \| 3e \| Harry Sweeny \| Australie \| Mitchelton-BikeExchange \| + 22 s \| \| 4e \| Riccardo Minali \| Italie \| Astana \| + 1 min 19 s \| \| 5e \| Matteo Malucelli \| Italie \| Androni Giocattoli-Sidermec \| + 1 min 24 s \| \| 6e \| Seo Joon-yong \| Corée du Sud \| KSPO-Bianchi Asia \| + 1 min 24 s \| \| 7e \| Mekseb Debesay \| Érythrée \| Dimension Data \| + 1 min 26 s \| \| 8e \| Paolo Simion \| Italie \| Bardiani CSF \| + 1 min 26 s \| \| 9e \| Yevgeniy Gidich \| Kazakhstan \| Astana \| + 1 min 26 s \| \| 10e \| Thomas Lebas \| France \| Kinan Cycling Team \| + 1 min 27 s \| |                         |              |                             |                  |
| |                         |              |                             |                  |
| Source : ProCyclingStats |                         |              |                             |                  |
| Classement général |                         |              |                             |                  |
| Coureur | Coureur                 | Pays         | Équipe                      | Temps            |
| 1er | Adam de Vos             | Canada       | Rally Cycling               | 12 h 45 min 31 s |
| 2e | Nik Mohd Azwan Zulkifle | Malaisie     | Forca-Amskins Racing        | + 14 s           |
| 3e | Harry Sweeny            | Australie    | Mitchelton-BikeExchange     | + 22 s           |
| 4e | Riccardo Minali         | Italie       | Astana                      | + 1 min 19 s     |
| 5e | Matteo Malucelli        | Italie       | Androni Giocattoli-Sidermec | + 1 min 24 s     |
| 6e | Seo Joon-yong           | Corée du Sud | KSPO-Bianchi Asia           | + 1 min 24 s     |
| 7e | Mekseb Debesay          | Érythrée     | Dimension Data              | + 1 min 26 s     |
| 8e | Paolo Simion            | Italie       | Bardiani CSF                | + 1 min 26 s     |
| 9e | Yevgeniy Gidich         | Kazakhstan   | Astana                      | + 1 min 26 s     |
| 10e | Thomas Lebas            | France       | Kinan Cycling Team          | + 1 min 27 s     |

### 4eétape
| Classement | Classement       | Classement  | Classement                      | Classement         |
|            | Coureur          | Pays        | Équipe                          | Temps              |
| ---------- | ---------------- | ----------- | ------------------------------- | ------------------ |
| 1er        | Riccardo Minali  | Italie      | Astana                          | en 4 h 10 min 14 s |
| 2e         | Andrea Guardini  | Italie      | Bardiani CSF                    | + 0 s              |
| 3e         | Harrif Salleh    | Malaisie    | Terengganu                      | + 0 s              |
| 4e         | Luca Pacioni     | Italie      | Wilier Triestina-Selle Italia   | + 0 s              |
| 5e         | Manuel Belletti  | Italie      | Androni Giocattoli-Sidermec     | + 0 s              |
| 6e         | Alan Banaszek    | Pologne     | CCC Sprandi Polkowice           | + 0 s              |
| 7e         | Anthony Giacoppo | Australie   | Bennelong-SwissWellness-Cervélo | + 0 s              |
| 8e         | Jordan Parra     | Colombie    | Manzana Postobón                | + 0 s              |
| 9e         | Dylan Page       | Suisse      | Sapura                          | + 0 s              |
| 10e        | Jacob Hennessy   | Royaume-Uni | Mitchelton-BikeExchange         | + 0 s              |
| modifier   |                  |             |                                 |                    |

| \| Classement général \| Classement général \| Classement général \| Classement général \| Classement général \| \| Coureur \| Coureur \| Pays \| Équipe \| Temps \| \| ------------------ \| ----------------------- \| ------------------ \| ----------------------------------- \| ------------------ \| \| 1er \| Adam de Vos \| Canada \| Rally Cycling \| 16 h 55 min 45 s \| \| 2e \| Nik Mohd Azwan Zulkifle \| Malaisie \| Forca-Amskins Racing \| + 14 s \| \| 3e \| Harry Sweeny \| Australie \| Mitchelton-BikeExchange \| + 22 s \| \| 4e \| Riccardo Minali \| Italie \| Astana \| + 1 min 09 s \| \| 5e \| Paolo Simion \| Italie \| Bardiani CSF \| + 1 min 26 s \| \| 6e \| Yevgeniy Gidich \| Kazakhstan \| Astana \| + 1 min 26 s \| \| 7e \| Marcelo Felipe \| Philippines \| 7 Eleven-Cliqq Roadbike Philippines \| + 1 min 27 s \| \| 8e \| Thomas Lebas \| France \| Kinan Cycling Team \| + 1 min 27 s \| \| 9e \| Niu Yikui \| Chine \| Mitchelton-BikeExchange \| + 1 min 27 s \| \| 10e \| Álvaro Duarte \| Colombie \| Forca-Amskins Racing \| + 1 min 28 s \| |                         |             |                                     |                  |
| |                         |             |                                     |                  |
| Source : ProCyclingStats |                         |             |                                     |                  |
| Classement général |                         |             |                                     |                  |
| Coureur | Coureur                 | Pays        | Équipe                              | Temps            |
| 1er | Adam de Vos             | Canada      | Rally Cycling                       | 16 h 55 min 45 s |
| 2e | Nik Mohd Azwan Zulkifle | Malaisie    | Forca-Amskins Racing                | + 14 s           |
| 3e | Harry Sweeny            | Australie   | Mitchelton-BikeExchange             | + 22 s           |
| 4e | Riccardo Minali         | Italie      | Astana                              | + 1 min 09 s     |
| 5e | Paolo Simion            | Italie      | Bardiani CSF                        | + 1 min 26 s     |
| 6e | Yevgeniy Gidich         | Kazakhstan  | Astana                              | + 1 min 26 s     |
| 7e | Marcelo Felipe          | Philippines | 7 Eleven-Cliqq Roadbike Philippines | + 1 min 27 s     |
| 8e | Thomas Lebas            | France      | Kinan Cycling Team                  | + 1 min 27 s     |
| 9e | Niu Yikui               | Chine       | Mitchelton-BikeExchange             | + 1 min 27 s     |
| 10e | Álvaro Duarte           | Colombie    | Forca-Amskins Racing                | + 1 min 28 s     |

### 5eétape
| \| Classement de l'étape \| Classement de l'étape \| Classement de l'étape \| Classement de l'étape \| Classement de l'étape \| \| Coureur \| Coureur \| Pays \| Équipe \| Temps \| \| --------------------- \| ----------------------- \| --------------------- \| ---------------------------------- \| --------------------- \| \| 1er \| Artem Ovechkin \| Russie \| Terengganu Cycling Team \| 4 h 24 min 29 s \| \| 2e \| Benjamin Dyball \| Australie \| St George Continental Cycling Team \| + 28 s \| \| 3e \| Amanuel Ghebreigzabhier \| Érythrée \| Dimension Data \| + 55 s \| \| 4e \| Yevgeniy Gidich \| Kazakhstan \| Astana \| + 1 min 01 s \| \| 5e \| Thomas Lebas \| France \| Kinan Cycling Team \| + 1 min 01 s \| \| 6e \| Álvaro Duarte \| Colombie \| Forca-Amskins Racing \| + 1 min 02 s \| \| 7e \| Yecid Sierra \| Colombie \| Manzana Postobón \| + 1 min 04 s \| \| 8e \| Piotr Brożyna \| Pologne \| CCC Sprandi Polkowice \| + 1 min 10 s \| \| 9e \| Luca Raggio \| Italie \| Wilier Triestina-Selle Italia \| + 1 min 10 s \| \| 10e \| Metkel Eyob \| Érythrée \| Terengganu Cycling Team \| + 1 min 10 s \| |                         |            |                                    |                 |
| |                         |            |                                    |                 |
| Source : ProCyclingStats |                         |            |                                    |                 |
| Classement de l'étape |                         |            |                                    |                 |
| Coureur | Coureur                 | Pays       | Équipe                             | Temps           |
| 1er | Artem Ovechkin          | Russie     | Terengganu Cycling Team            | 4 h 24 min 29 s |
| 2e | Benjamin Dyball         | Australie  | St George Continental Cycling Team | + 28 s          |
| 3e | Amanuel Ghebreigzabhier | Érythrée   | Dimension Data                     | + 55 s          |
| 4e | Yevgeniy Gidich         | Kazakhstan | Astana                             | + 1 min 01 s    |
| 5e | Thomas Lebas            | France     | Kinan Cycling Team                 | + 1 min 01 s    |
| 6e | Álvaro Duarte           | Colombie   | Forca-Amskins Racing               | + 1 min 02 s    |
| 7e | Yecid Sierra            | Colombie   | Manzana Postobón                   | + 1 min 04 s    |
| 8e | Piotr Brożyna           | Pologne    | CCC Sprandi Polkowice              | + 1 min 10 s    |
| 9e | Luca Raggio             | Italie     | Wilier Triestina-Selle Italia      | + 1 min 10 s    |
| 10e | Metkel Eyob             | Érythrée   | Terengganu Cycling Team            | + 1 min 10 s    |

| \| Classement général \| Classement général \| Classement général \| Classement général \| Classement général \| \| Coureur \| Coureur \| Pays \| Équipe \| Temps \| \| ------------------ \| ----------------------- \| ------------------ \| ---------------------------------- \| ------------------ \| \| 1er \| Artem Ovechkin \| Russie \| Terengganu Cycling Team \| 21 h 21 min 34 s \| \| 2e \| Benjamin Dyball \| Australie \| St George Continental Cycling Team \| + 32 s \| \| 3e \| Harry Sweeny \| Australie \| Mitchelton-BikeExchange \| + 59 s \| \| 4e \| Amanuel Ghebreigzabhier \| Érythrée \| Dimension Data \| + 1 min 01 s \| \| 5e \| Yevgeniy Gidich \| Kazakhstan \| Astana \| + 1 min 07 s \| \| 6e \| Thomas Lebas \| France \| Kinan Cycling Team \| + 1 min 08 s \| \| 7e \| Álvaro Duarte \| Colombie \| Forca-Amskins Racing \| + 1 min 10 s \| \| 8e \| Metkel Eyob \| Érythrée \| Terengganu Cycling Team \| + 1 min 20 s \| \| 9e \| Piotr Brożyna \| Pologne \| CCC Sprandi Polkowice \| + 1 min 20 s \| \| 10e \| Luca Raggio \| Italie \| Wilier Triestina-Selle Italia \| + 1 min 20 s \| |                         |            |                                    |                  |
| |                         |            |                                    |                  |
| Source : ProCyclingStats |                         |            |                                    |                  |
| Classement général |                         |            |                                    |                  |
| Coureur | Coureur                 | Pays       | Équipe                             | Temps            |
| 1er | Artem Ovechkin          | Russie     | Terengganu Cycling Team            | 21 h 21 min 34 s |
| 2e | Benjamin Dyball         | Australie  | St George Continental Cycling Team | + 32 s           |
| 3e | Harry Sweeny            | Australie  | Mitchelton-BikeExchange            | + 59 s           |
| 4e | Amanuel Ghebreigzabhier | Érythrée   | Dimension Data                     | + 1 min 01 s     |
| 5e | Yevgeniy Gidich         | Kazakhstan | Astana                             | + 1 min 07 s     |
| 6e | Thomas Lebas            | France     | Kinan Cycling Team                 | + 1 min 08 s     |
| 7e | Álvaro Duarte           | Colombie   | Forca-Amskins Racing               | + 1 min 10 s     |
| 8e | Metkel Eyob             | Érythrée   | Terengganu Cycling Team            | + 1 min 20 s     |
| 9e | Piotr Brożyna           | Pologne    | CCC Sprandi Polkowice              | + 1 min 20 s     |
| 10e | Luca Raggio             | Italie     | Wilier Triestina-Selle Italia      | + 1 min 20 s     |

### 6eétape
| Classement | Classement       | Classement | Classement                    | Classement         |
|            | Coureur          | Pays       | Équipe                        | Temps              |
| ---------- | ---------------- | ---------- | ----------------------------- | ------------------ |
| 1er        | Luca Pacioni     | Italie     | Wilier Triestina-Selle Italia | en 2 h 24 min 55 s |
| 2e         | Riccardo Minali  | Italie     | Astana                        | + 0 s              |
| 3e         | Harrif Salleh    | Malaisie   | Terengganu                    | + 0 s              |
| 4e         | Andrea Guardini  | Italie     | Bardiani CSF                  | + 0 s              |
| 5e         | Yevgeniy Gidich  | Kazakhstan | Astana                        | + 0 s              |
| 6e         | Paolo Simion     | Italie     | Bardiani CSF                  | + 0 s              |
| 7e         | Matteo Malucelli | Italie     | Androni Giocattoli-Sidermec   | + 0 s              |
| 8e         | Szymon Sajnok    | Pologne    | CCC Sprandi Polkowice         | + 0 s              |
| 9e         | Dylan Page       | Suisse     | Sapura                        | + 0 s              |
| 10e        | Metkel Eyob      | Érythrée   | Terengganu                    | + 0 s              |
| modifier   |                  |            |                               |                    |

| \| Classement général \| Classement général \| Classement général \| Classement général \| Classement général \| \| Coureur \| Coureur \| Pays \| Équipe \| Temps \| \| ------------------ \| ----------------------- \| ------------------ \| ---------------------------------- \| ------------------ \| \| 1er \| Artem Ovechkin \| Russie \| Terengganu Cycling Team \| 23 h 46 min 29 s \| \| 2e \| Benjamin Dyball \| Australie \| St George Continental Cycling Team \| + 32 s \| \| 3e \| Harry Sweeny \| Australie \| Mitchelton-BikeExchange \| + 59 s \| \| 4e \| Amanuel Ghebreigzabhier \| Érythrée \| Dimension Data \| + 1 min 00 s \| \| 5e \| Yevgeniy Gidich \| Kazakhstan \| Astana \| + 1 min 05 s \| \| 6e \| Thomas Lebas \| France \| Kinan Cycling Team \| + 1 min 08 s \| \| 7e \| Álvaro Duarte \| Colombie \| Forca-Amskins Racing \| + 1 min 10 s \| \| 8e \| Metkel Eyob \| Érythrée \| Terengganu Cycling Team \| + 1 min 20 s \| \| 9e \| Piotr Brożyna \| Pologne \| CCC Sprandi Polkowice \| + 1 min 20 s \| \| 10e \| Luca Raggio \| Italie \| Wilier Triestina-Selle Italia \| + 1 min 20 s \| |                         |            |                                    |                  |
| |                         |            |                                    |                  |
| Source : ProCyclingStats |                         |            |                                    |                  |
| Classement général |                         |            |                                    |                  |
| Coureur | Coureur                 | Pays       | Équipe                             | Temps            |
| 1er | Artem Ovechkin          | Russie     | Terengganu Cycling Team            | 23 h 46 min 29 s |
| 2e | Benjamin Dyball         | Australie  | St George Continental Cycling Team | + 32 s           |
| 3e | Harry Sweeny            | Australie  | Mitchelton-BikeExchange            | + 59 s           |
| 4e | Amanuel Ghebreigzabhier | Érythrée   | Dimension Data                     | + 1 min 00 s     |
| 5e | Yevgeniy Gidich         | Kazakhstan | Astana                             | + 1 min 05 s     |
| 6e | Thomas Lebas            | France     | Kinan Cycling Team                 | + 1 min 08 s     |
| 7e | Álvaro Duarte           | Colombie   | Forca-Amskins Racing               | + 1 min 10 s     |
| 8e | Metkel Eyob             | Érythrée   | Terengganu Cycling Team            | + 1 min 20 s     |
| 9e | Piotr Brożyna           | Pologne    | CCC Sprandi Polkowice              | + 1 min 20 s     |
| 10e | Luca Raggio             | Italie     | Wilier Triestina-Selle Italia      | + 1 min 20 s     |

### 7eétape
| \| Classement de l'étape \| Classement de l'étape \| Classement de l'étape \| Classement de l'étape \| Classement de l'étape \| \| Coureur \| Coureur \| Pays \| Équipe \| Temps \| \| --------------------- \| --------------------- \| --------------------- \| ------------------------------- \| --------------------- \| \| 1er \| Manuel Belletti \| Italie \| Androni Giocattoli-Sidermec \| 5 h 08 min 23 s \| \| 2e \| Eugert Zhupa \| Albanie \| Wilier Triestina-Selle Italia \| + 0 s \| \| 3e \| Ruslan Tleubayev \| Kazakhstan \| Astana \| + 0 s \| \| 4e \| Dylan Page \| Suisse \| Team Sapura Cycling \| + 0 s \| \| 5e \| Jacobus Venter \| Afrique du Sud \| Dimension Data \| + 0 s \| \| 6e \| Paolo Simion \| Italie \| Bardiani CSF \| + 0 s \| \| 7e \| Brendon Davids \| Afrique du Sud \| Bennelong-SwissWellness-Cervélo \| + 0 s \| \| 8e \| Johann van Zyl \| Afrique du Sud \| Dimension Data \| + 0 s \| \| 9e \| Łukasz Owsian \| Pologne \| CCC Sprandi Polkowice \| + 2 s \| \| 10e \| Giuseppe Fonzi \| Italie \| Wilier Triestina-Selle Italia \| + 5 s \| |                  |                |                                 |                 |
| |                  |                |                                 |                 |
| Source : ProCyclingStats |                  |                |                                 |                 |
| Classement de l'étape |                  |                |                                 |                 |
| Coureur | Coureur          | Pays           | Équipe                          | Temps           |
| 1er | Manuel Belletti  | Italie         | Androni Giocattoli-Sidermec     | 5 h 08 min 23 s |
| 2e | Eugert Zhupa     | Albanie        | Wilier Triestina-Selle Italia   | + 0 s           |
| 3e | Ruslan Tleubayev | Kazakhstan     | Astana                          | + 0 s           |
| 4e | Dylan Page       | Suisse         | Team Sapura Cycling             | + 0 s           |
| 5e | Jacobus Venter   | Afrique du Sud | Dimension Data                  | + 0 s           |
| 6e | Paolo Simion     | Italie         | Bardiani CSF                    | + 0 s           |
| 7e | Brendon Davids   | Afrique du Sud | Bennelong-SwissWellness-Cervélo | + 0 s           |
| 8e | Johann van Zyl   | Afrique du Sud | Dimension Data                  | + 0 s           |
| 9e | Łukasz Owsian    | Pologne        | CCC Sprandi Polkowice           | + 2 s           |
| 10e | Giuseppe Fonzi   | Italie         | Wilier Triestina-Selle Italia   | + 5 s           |

| \| Classement général \| Classement général \| Classement général \| Classement général \| Classement général \| \| Coureur \| Coureur \| Pays \| Équipe \| Temps \| \| ------------------ \| ----------------------- \| ------------------ \| ---------------------------------- \| ------------------ \| \| 1er \| Artem Ovechkin \| Russie \| Terengganu Cycling Team \| 28 h 56 min 20 s \| \| 2e \| Łukasz Owsian \| Pologne \| CCC Sprandi Polkowice \| + 28 s \| \| 3e \| Benjamin Dyball \| Australie \| St George Continental Cycling Team \| + 32 s \| \| 4e \| Giuseppe Fonzi \| Italie \| Wilier Triestina-Selle Italia \| + 57 s \| \| 5e \| Harry Sweeny \| Australie \| Mitchelton-BikeExchange \| + 59 s \| \| 6e \| Amanuel Ghebreigzabhier \| Érythrée \| Dimension Data \| + 1 min 00 s \| \| 7e \| Yevgeniy Gidich \| Kazakhstan \| Astana \| + 1 min 02 s \| \| 8e \| Brendon Davids \| Afrique du Sud \| Bennelong-SwissWellness-Cervélo \| + 1 min 02 s \| \| 9e \| Thomas Lebas \| France \| Kinan Cycling Team \| + 1 min 08 s \| \| 10e \| Álvaro Duarte \| Colombie \| Forca-Amskins Racing \| + 1 min 10 s \| |                         |                |                                    |                  |
| |                         |                |                                    |                  |
| Source : ProCyclingStats |                         |                |                                    |                  |
| Classement général |                         |                |                                    |                  |
| Coureur | Coureur                 | Pays           | Équipe                             | Temps            |
| 1er | Artem Ovechkin          | Russie         | Terengganu Cycling Team            | 28 h 56 min 20 s |
| 2e | Łukasz Owsian           | Pologne        | CCC Sprandi Polkowice              | + 28 s           |
| 3e | Benjamin Dyball         | Australie      | St George Continental Cycling Team | + 32 s           |
| 4e | Giuseppe Fonzi          | Italie         | Wilier Triestina-Selle Italia      | + 57 s           |
| 5e | Harry Sweeny            | Australie      | Mitchelton-BikeExchange            | + 59 s           |
| 6e | Amanuel Ghebreigzabhier | Érythrée       | Dimension Data                     | + 1 min 00 s     |
| 7e | Yevgeniy Gidich         | Kazakhstan     | Astana                             | + 1 min 02 s     |
| 8e | Brendon Davids          | Afrique du Sud | Bennelong-SwissWellness-Cervélo    | + 1 min 02 s     |
| 9e | Thomas Lebas            | France         | Kinan Cycling Team                 | + 1 min 08 s     |
| 10e | Álvaro Duarte           | Colombie       | Forca-Amskins Racing               | + 1 min 10 s     |

### 8eétape
| \| Classement de l'étape \| Classement de l'étape \| Classement de l'étape \| Classement de l'étape \| Classement de l'étape \| \| Coureur \| Coureur \| Pays \| Équipe \| Temps \| \| --------------------- \| --------------------- \| --------------------- \| ------------------------------- \| --------------------- \| \| 1er \| Andrea Guardini \| Italie \| Bardiani CSF \| 3 h 10 min 25 s \| \| 2e \| Manuel Belletti \| Italie \| Androni Giocattoli-Sidermec \| + 0 s \| \| 3e \| Luca Pacioni \| Italie \| Wilier Triestina-Selle Italia \| + 0 s \| \| 4e \| Yevgeniy Gidich \| Kazakhstan \| Astana \| + 0 s \| \| 5e \| Marko Kump \| Slovénie \| CCC Sprandi Polkowice \| + 0 s \| \| 6e \| Jordan Parra \| Colombie \| Manzana Postobón \| + 0 s \| \| 7e \| Dylan Page \| Suisse \| Team Sapura Cycling \| + 0 s \| \| 8e \| Riccardo Minali \| Italie \| Astana \| + 0 s \| \| 9e \| Giuseppe Fonzi \| Italie \| Wilier Triestina-Selle Italia \| + 0 s \| \| 10e \| Sam Crome \| Australie \| Bennelong-SwissWellness-Cervélo \| + 0 s \| |                 |            |                                 |                 |
| |                 |            |                                 |                 |
| Source : ProCyclingStats |                 |            |                                 |                 |
| Classement de l'étape |                 |            |                                 |                 |
| Coureur | Coureur         | Pays       | Équipe                          | Temps           |
| 1er | Andrea Guardini | Italie     | Bardiani CSF                    | 3 h 10 min 25 s |
| 2e | Manuel Belletti | Italie     | Androni Giocattoli-Sidermec     | + 0 s           |
| 3e | Luca Pacioni    | Italie     | Wilier Triestina-Selle Italia   | + 0 s           |
| 4e | Yevgeniy Gidich | Kazakhstan | Astana                          | + 0 s           |
| 5e | Marko Kump      | Slovénie   | CCC Sprandi Polkowice           | + 0 s           |
| 6e | Jordan Parra    | Colombie   | Manzana Postobón                | + 0 s           |
| 7e | Dylan Page      | Suisse     | Team Sapura Cycling             | + 0 s           |
| 8e | Riccardo Minali | Italie     | Astana                          | + 0 s           |
| 9e | Giuseppe Fonzi  | Italie     | Wilier Triestina-Selle Italia   | + 0 s           |
| 10e | Sam Crome       | Australie  | Bennelong-SwissWellness-Cervélo | + 0 s           |

| Classement | Classement      | Classement | Classement                      | Classement         |
|            | Coureur         | Pays       | Équipe                          | Temps              |
| ---------- | --------------- | ---------- | ------------------------------- | ------------------ |
| 1er        | Andrea Guardini | Italie     | Bardiani CSF                    | en 3 h 10 min 25 s |
| 2e         | Manuel Belletti | Italie     | Androni Giocattoli-Sidermec     | + 0 s              |
| 3e         | Luca Pacioni    | Italie     | Wilier Triestina-Selle Italia   | + 0 s              |
| 4e         | Yevgeniy Gidich | Kazakhstan | Astana                          | + 0 s              |
| 5e         | Marko Kump      | Slovénie   | CCC Sprandi Polkowice           | + 0 s              |
| 6e         | Jordan Parra    | Colombie   | Manzana Postobón                | + 0 s              |
| 7e         | Dylan Page      | Suisse     | Sapura                          | + 0 s              |
| 8e         | Riccardo Minali | Italie     | Astana                          | + 0 s              |
| 9e         | Giuseppe Fonzi  | Italie     | Wilier Triestina-Selle Italia   | + 0 s              |
| 10e        | Sam Crome       | Australie  | Bennelong-SwissWellness-Cervélo | + 0 s              |
| modifier   |                 |            |                                 |                    |

## Classement général final
| \| Classement général \| Classement général \| Classement général \| Classement général \| Classement général \| \| Coureur \| Coureur \| Pays \| Équipe \| Temps \| \| ------------------ \| ----------------------- \| ------------------ \| ---------------------------------- \| ------------------ \| \| 1er \| Artem Ovechkin \| Russie \| Terengganu Cycling Team \| 32 h 06 min 45 s \| \| 2e \| Łukasz Owsian \| Pologne \| CCC Sprandi Polkowice \| + 27 s \| \| 3e \| Benjamin Dyball \| Australie \| St George Continental Cycling Team \| + 32 s \| \| 4e \| Amanuel Ghebreigzabhier \| Érythrée \| Dimension Data \| + 54 s \| \| 5e \| Giuseppe Fonzi \| Italie \| Wilier Triestina-Selle Italia \| + 57 s \| \| 6e \| Yevgeniy Gidich \| Kazakhstan \| Astana \| + 1 min 02 s \| \| 7e \| Brendon Davids \| Afrique du Sud \| Bennelong-SwissWellness-Cervélo \| + 1 min 02 s \| \| 8e \| Thomas Lebas \| France \| Kinan Cycling Team \| + 1 min 08 s \| \| 9e \| Álvaro Duarte \| Colombie \| Forca-Amskins Racing \| + 1 min 10 s \| \| 10e \| Harry Sweeny \| Australie \| Mitchelton-BikeExchange \| + 1 min 17 s \| |                         |                |                                    |                  |
| |                         |                |                                    |                  |
| Source : ProCyclingStats |                         |                |                                    |                  |
| Classement général |                         |                |                                    |                  |
| Coureur | Coureur                 | Pays           | Équipe                             | Temps            |
| 1er | Artem Ovechkin          | Russie         | Terengganu Cycling Team            | 32 h 06 min 45 s |
| 2e | Łukasz Owsian           | Pologne        | CCC Sprandi Polkowice              | + 27 s           |
| 3e | Benjamin Dyball         | Australie      | St George Continental Cycling Team | + 32 s           |
| 4e | Amanuel Ghebreigzabhier | Érythrée       | Dimension Data                     | + 54 s           |
| 5e | Giuseppe Fonzi          | Italie         | Wilier Triestina-Selle Italia      | + 57 s           |
| 6e | Yevgeniy Gidich         | Kazakhstan     | Astana                             | + 1 min 02 s     |
| 7e | Brendon Davids          | Afrique du Sud | Bennelong-SwissWellness-Cervélo    | + 1 min 02 s     |
| 8e | Thomas Lebas            | France         | Kinan Cycling Team                 | + 1 min 08 s     |
| 9e | Álvaro Duarte           | Colombie       | Forca-Amskins Racing               | + 1 min 10 s     |
| 10e | Harry Sweeny            | Australie      | Mitchelton-BikeExchange            | + 1 min 17 s     |

### UCI Asia Tour
Ce Tour de Langkawi attribue des points pour l'UCI Asia Tour 2018, y compris aux coureurs faisant partie d'une équipe ayant un label WorldTeam. De plus la course donne le même nombre de points individuellement à tous les coureurs pour le Classement mondial UCI 2018.
| Position           | 1er | 2e  | 3e  | 4e  | 5e | 6e | 7e | 8e | 9e | 10e | 11e | 12e | 13e | 14e | 15e | 16e à 30e | 31e à 40e |
| Classement général | 200 | 150 | 125 | 100 | 85 | 70 | 60 | 50 | 40 | 35  | 30  | 25  | 20  | 15  | 10  | 5         | 3         |
| Par étape          | 20  | 10  | 5   |     |    |    |    |    |    |     |     |     |     |     |     |           |           |
| Leader, par étape  | 5   |     |     |     |    |    |    |    |    |     |     |     |     |     |     |           |           |

## Évolution des classements
| Étape              | Vainqueur          | Classement général | Classement par points | Classement de la montagne | Classement par équipes        |
| ------------------ | ------------------ | ------------------ | --------------------- | ------------------------- | ----------------------------- |
| 1                  | Andrea Guardini    | Andrea Guardini    | Andrea Guardini       | Bo Wang                   | Androni Giocattoli-Sidermec   |
| 2                  | Riccardo Minali    | Riccardo Minali    | Riccardo Minali       | Bernardo Suaza            | Androni Giocattoli-Sidermec   |
| 3                  | Adam De Vos        | Adam De Vos        | Kim Dae-yeon          | Bernardo Suaza            | Rally                         |
| 4                  | Riccardo Minali    | Adam De Vos        | Riccardo Minali       | Bernardo Suaza            | Rally                         |
| 5                  | Artem Ovechkin     | Artem Ovechkin     | Riccardo Minali       | Artem Ovechkin            | Terengganu                    |
| 6                  | Luca Pacioni       | Artem Ovechkin     | Riccardo Minali       | Artem Ovechkin            | Terengganu                    |
| 7                  | Manuel Belletti    | Artem Ovechkin     | Riccardo Minali       | Artem Ovechkin            | Wilier Triestina-Selle Italia |
| 8                  | Andrea Guardini    | Artem Ovechkin     | Andrea Guardini       | Álvaro Duarte             | Wilier Triestina-Selle Italia |
| Classements finals | Classements finals | Artem Ovechkin     | Andrea Guardini       | Álvaro Duarte             | Wilier Triestina-Selle Italia |